# Mountain Battles
Mountain Battles es el cuarto álbum de estudio de la banda de rock alternativo estadounidense The Breeders, lanzado por 4AD el 7 de abril de 2008 en el Reino Unido y el 8 de abril del mismo año en Estados Unidos.
Se puede ver a Kim y Kelley Deal componiendo y grabando una demo inicial de "Walk it Off" en el documental de reunión de Pixies loudQUIETloud. En diciembre de 2007, Pitchfork Media adelantó los primeros detalles sobre el álbum y su lanzamiento, además de la lista de canciones.. El álbum se grabó en varias localizaciones distintas con ingenieros como Steve Albini, Erika Larson y Manny Nieto.
Una de las canciones del álbum, "We're Gonna Rise", estuvo disponible un tiempo en el MySpace de la banda, para después ser sustituida por otra, "Bang On".  Finalmente, todas las canciones estuvieron disponibles para su escucha en  Myspace.
Mountain Battles entró en el puesto número 46 de la lista británica de álbumes.

## Lista de canciones
1. "Overglazed" – 2:15
2. "Bang On" – 2:03
3. "Night of Joy" – 3:26
4. "We're Gonna Rise" – 3:53
5. "German Studies" – 2:16
6. "Spark" – 2:39
7. "Istanbul" – 2:58
8. "Walk It Off" – 2:46
9. "Regalame Esta Noche" – 2:52
10. "Here No More" – 2:39
11. "No Way" – 2:33
12. "It's the Love" – 2:28
13. "Mountain Battles" – 3:54
14. "German Demonstration" – 1:36 (pista adicional iTunes)

## Personal
- Kim Deal – guitarra, voz
- Kelley Deal – guitarra, voz
- Mando Lopez – bajo
- Jose Medeles – batería
- Steve Albini – ingeniero de sonido